# Oggetti non stellari nella costellazione del Dorado
Principali oggetti non stellari nella costellazione del Dorado.

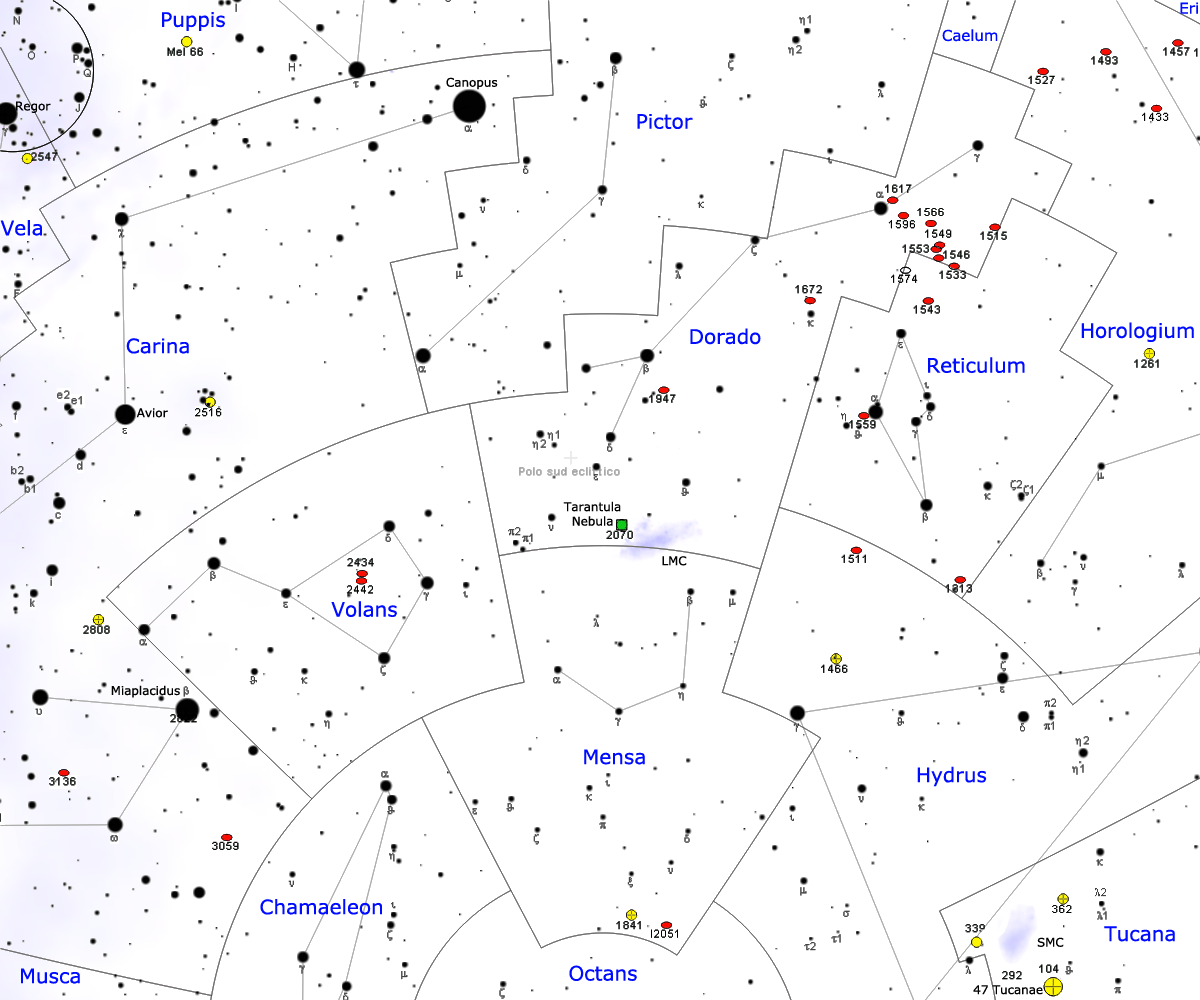
Mappa della costellazione del Dorado.

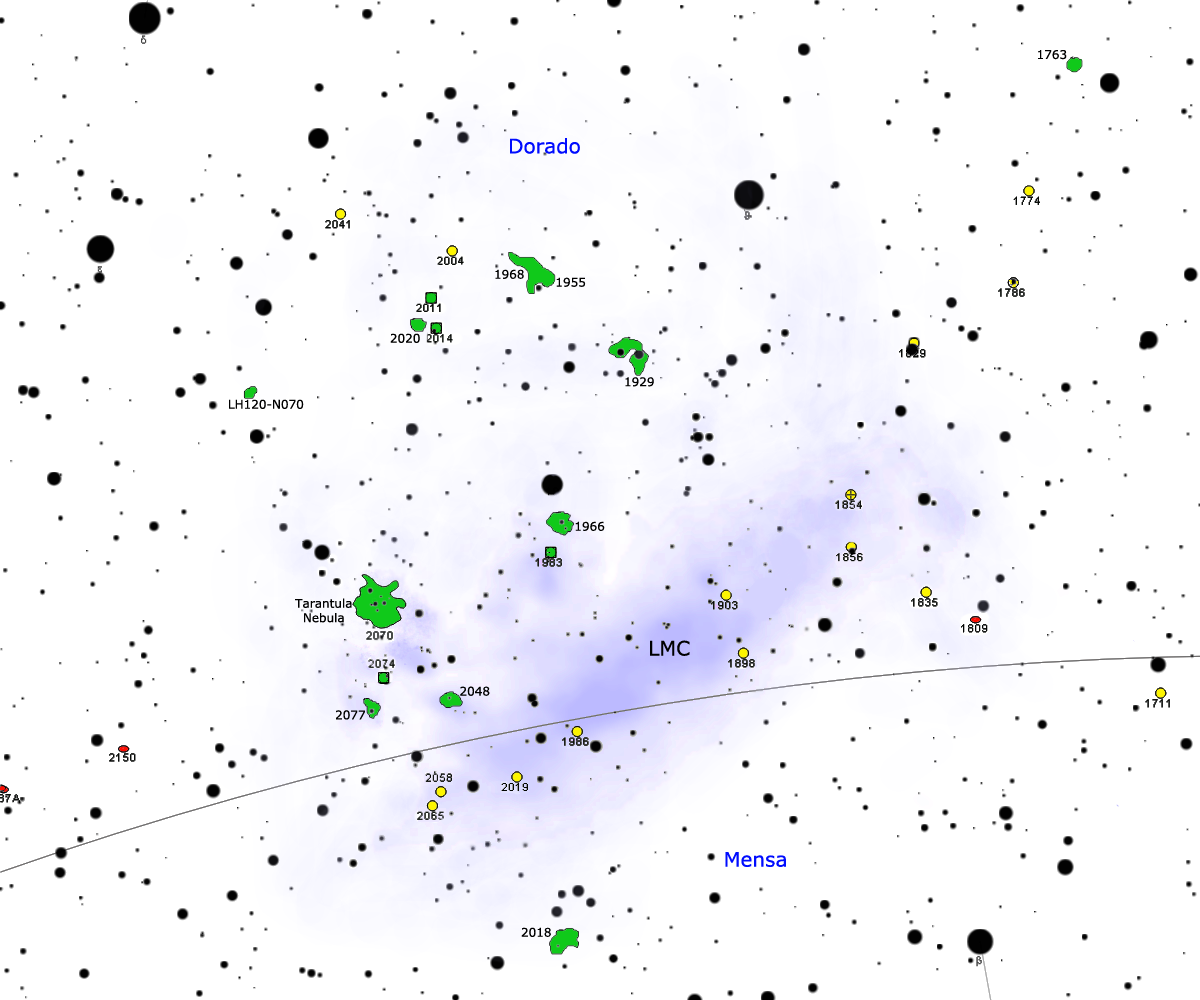
Mappa della Grande Nube di Magellano.

## Associazioni stellari
- Associazione di AB Doradus

## Supernovae
- SN 2019yvq

## Galassie
- AM 0500-620 (galassie interagenti)
- Grande Nube di Magellano
- NGC 1500
- NGC 1506
- NGC 1515
- NGC 1533
- NGC 1546
- NGC 1549
- NGC 1553
- NGC 1556
- NGC 1566
- NGC 1578
- NGC 1581
- NGC 1596
- NGC 1602
- NGC 1617
- NGC 1669
- NGC 1672
- NGC 1688
- NGC 1703
- NGC 1706
- NGC 1765
- NGC 1771
- NGC 1796
- NGC 1809
- NGC 1824
- NGC 1853
- NGC 1892
- NGC 1947
- NGC 2082
- NGC 2150
- NGC 2187

## Gruppi di galassie
- Gruppo del Dorado
- Gruppo di NGC 1672
- Gruppo di ESO 85-38
- Gruppo di NGC 1947

## Nella Grande Nube di Magellano

### Ammassi aperti
- Hodge 301
- NGC 1850
- NGC 1872
- R136

### Ammassi globulari
- NGC 1818

### Nebulose diffuse
- DEM L 106
- LH 95
- N44
- N49
- N132D
- Nebulosa Tarantola
- NGC 1748
- NGC 2020
- NGC 2080